# Тагасер
Тагасер (азерб. Tağaser) — село в Гадрутском посёлковом административно-территориальном округе Ходжавендском районе Азербайджана.

## Этимология
Название села могло подписываться в документах как Тагасир, Тагасыр, Тахасир, Тахасер, Тогасер, Тугасер, Тухасер.
Ойконим представляет собой сочетание персидских слов tağ (перс. «круг, купол») и sər (перс. سر — «голова») и означает «село, расположенное на вершине (т.е. в верхней части) купола».
Согласно армянской версии, название происходит от двух армянских слов: «таг» — «квартал (города)», и «сер» — «вершина».

## География

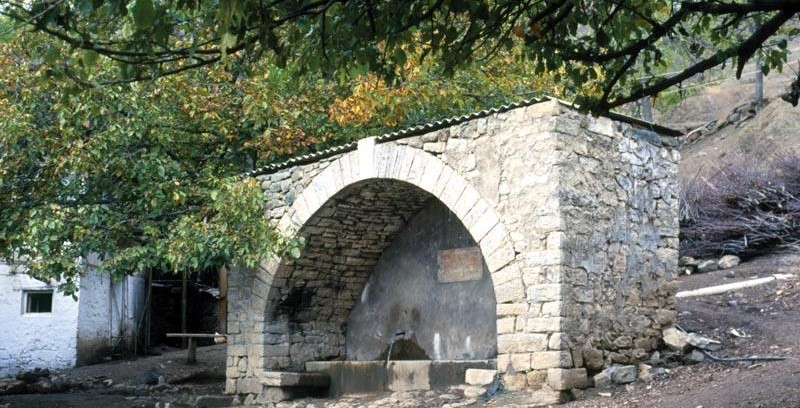
Общий вид родника

Посёлок Гадрут и сёла Чинарлы, Дагдёшю, Эдиша, Гырмызыгая, Гочбейли, Тагасер входят в состав Гадрутского посёлкового административно-территориального округа Ходжавендского района, при этом посёлок Гадрут является центром этого посёлкового административно-территориального округа. Село расположено у подножия Карабахского хребта между реками Энкузагет и Парзагет, к западу от посёлка Гадрута и является его пригородом. К северо-западу от села расположено село Эдиша, к западу село Шахйери, а к юго-востоку расположено село Чинарлы. Село в 74 км. от города Ханкенди.
Имеет площадь 1144,33 га, из них 616,46 га сельскохозяйственные угодья, 4741,57 га лесные угодья.

## История
Одно из старинных сёл на территории Карабахского экономического района Азербайджана, поселения здесь известны с X века.
В начале XVII века многие армянские семьи из города Миль (Байлакана) поселились на Карабахском нагорье, где представители домов мелика взяли на себя управление, и ситуация была относительно стабильной. Некоторые из их семей поселились в месте под названием "Хин Шен"[уточнить] (арм. Հին Շեն — «старое село»), которое находится на холме в 5 км от современного Тагасера.

В 1631 году некий Багдасар оставил написанные в требнике в селе Тагасер заговорные слова:
— «От руки моей пошло, в письме моём осталось, в руке моей сгнило, в прах обратилось, письмо моё осталось напоминанием».
Оригинальный текст (арм.)— «Ձեռս գնաց, գիրս մնաց, Ձեռս փտի, դառնա ի հող, գիրս մնայ յիշատակող»
Позже требник был похищен. В 1791 году Езчисисо, сын Налбанда Сисо из Тифлиса, освободил захваченную рукопись и освятил её в церковь св. Аствацацин. Последним проводящим обряд был Арут из Агуле, купивший требник в Тифлисе в 1804 году. Спустя 100 лет требник был перенесён вЭчмиадзин.

В 1638 году по приказу епископа Ованеса старец Киракос написал требник (который ныне хранится в Матенадаране):
— «Святое Евангелие было написано в моей стране Агуанке в провинции Дизак, в моём селе, чтобы призвать Тагасер к дверям Святого Саргиса, трижды аминь Шаху Сепу... (...) рукой дерзкого и неумелого пера лжеца Меликсета Еритса... (...) и мой шурин, мой благочестивый и кроткий владыка священник Киракос, с которым начали и закончили вместе».
Оригинальный текст (арм.)— «Գրեցաւ սուրբ աւետարանս ի երկրիս Աղուանից՛ ի գաւառիս Դիզակայ, ի գեաւղս, որ կոչի Թեղասեռ` ի դուռն սուրբ Սարգսիս, ի Շահ Սեփու երրորդ ամին ձեռամբ փծուն և անարհեստ գրչի՛ սուտանուն Մելիքսեդ երիցու և միաշունչ եղբաւրս իմոյ սրբամիտ և հեզահոգի տէր Կիրակոս քահանայի, որ ի միասին սկսաք և աւարտեցաք։»
В 1795—1797 годах, после нашествия Ага Мохаммад шаха из Ирана, в Карабахе начался голод и различные болезни, часть населения была вынуждена покинуть родину.
В 1798 году некоторые семьи из Гадрута, Бёюк-Таглара, Дахраза , Хачмача, Гюнейчартара, существующих населенных пунктов современного Ходжавендского района переселились и поселились на юге Шамахы и основали село Арпавут. В начале XIX века жители старого Тагасера переселились и поселились недалеко от места их прошлого проживания, где и был основан нынешний Тагасер. Там построили деревянную церковь.
Историк Ваграм Балаян перечисляет рода жившие там: Пвотунц, Сопанц, Петунц, Мулкуманц, Будаганц, Хачунц, Лутанц.
До вхождения в состав Российской империи село Тагасер было в составе Дизакского магала Карабахского ханства.
Епископ Армянской Апостольской церкви Макар Бархударянц пишет об этом селе:
— «Жители переселились из города Мил на равнине, церковь Всеспасителя из дерева, священник один. В церкви есть рукописное Евангелие, которое хранится в ненадлежащих условиях. Дымов 110, душ — 1180. К западу от села есть небольшая церковь, которая называется Анапат».
Юноши Тагасера также участвовали в Сардарапатском сражении в составе состоящем из выходцев из Карабаха.
В 1917—1918 годах правительство хранило в Тагасере часть запасов оружия и боеприпасов.
В годы Великой Отечественной войны из села ушли на фронт 181 человек, 97 из них погибло. В их память в селе установлен памятник.
В Советское время село входило в состав Гадрутского посёлкового Совета Гадрутского района Нагорно-Карабахской автономной области (НКАО) Азербайджанской ССР.
2 сентября 1991 года на совместной сессии Нагорно-Карабахского областного и Шаумяновского районного Советов народных депутатов была принята Декларация о провозглашении Нагорно-Карабахской Республики в границах Нагорно-Карабахской автономной области (НКАО) и сопредельного Шаумяновского района Азербайджанской ССР.
26 ноября 1991 года Верховный Совет Азербайджанский Республики принял Закон "Об упразднении Нагорно-Карабахской автономной области Азербайджанской Республики". В этом Законе помимо упразднения Нагорно-Карабахской Автономной Области (НКАО), было постановлено в том числе также и переименование Мартунинского района в Ходжаведский, упразднение Гадрутского района и присоединение территории Гадрутского района в состав Ходжавендского района. В настоящее время это село входит в состав Гадрутского посёлкового административно-территориального округа Ходжавендского района Азербайджана.
В результате Карабахского конфликта село в начале 1990-х годов попало под контроль непризнанной Нагорно-Карабахской Республики (НКР). Согласно административно-территориальному делению непризнанной республики село называлось Тахасер (арм. Թաղասեռ) и входило в состав Гадрутского района НКР.
14 октября 2020 года, в ходе Второй Карабахской войны президент Азербайджана Ильхам Алиев объявил о восстановлении Вооружёнными Силами Азербайджана контроля над селом.

## Памятники истории и культуры

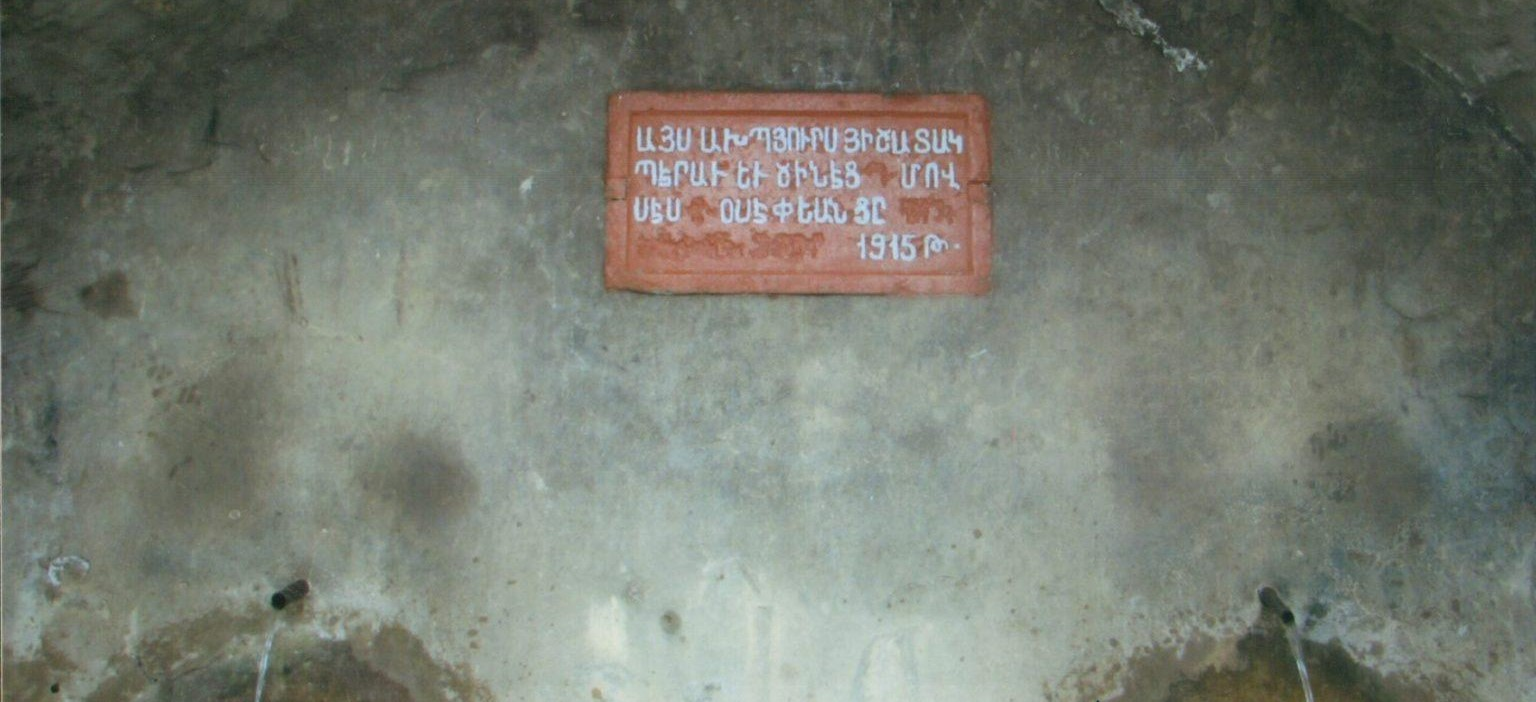
Строительная надпись на роднике, фото из электронного каталога "Государственной службы охраны исторической среды" непризнанной НКР.

Объекты исторического наследия в селе и его окрестностях включают хачкар XIV—XV веков, церковь Анапат (арм. Թաղասեռի անապատ) построенную в 1635 году, мост Ин Тагасер (арм. Հին Թաղասեռ, букв. «Старый Тагасер») построенный в 1763 году, мост Хамшот через одноимённую речку (Хамилхен) 1939 года, мост Гузен через одноимённую речку в южной части села построенный в первой половине XX века, церковь Сурб Аствацацин XVII века (арм. Սուրբ Աստվածածին, букв. «Святая Богородица»), остатки старого поселения Ин Шен 17-го века (арм. Հին Շեն — «старое село»), кладбище XVII—XIX веков и родник XX века.
Арочный родник в селе был построен в 1915 году на собственные средства Саргисом Овсепяном, одним из зажиточных жителей Тагасера. В советские годы памятник был разрушен, став жертвой антикулацкой идеологии. Был восстановлен в 2000 году, во время вооружённых действий не пострадал.
В селе действовали считавшаяся властями непризнанной НКР сельская администрация, дом культуры, медпункт, начальная школа, в которой обучалось 60 учащихся.

### Монастырь Анапат

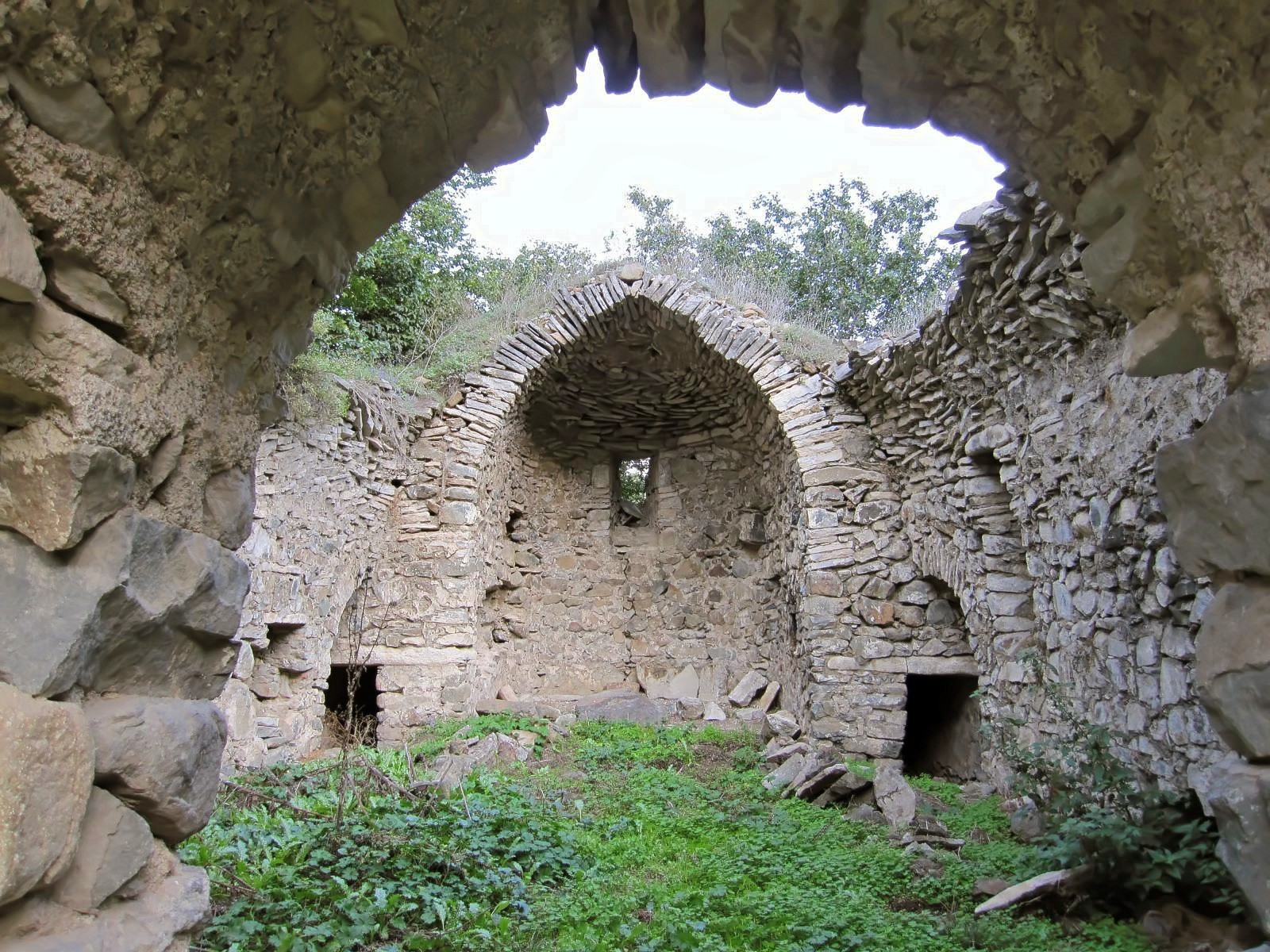
Церковь Св. Анапат

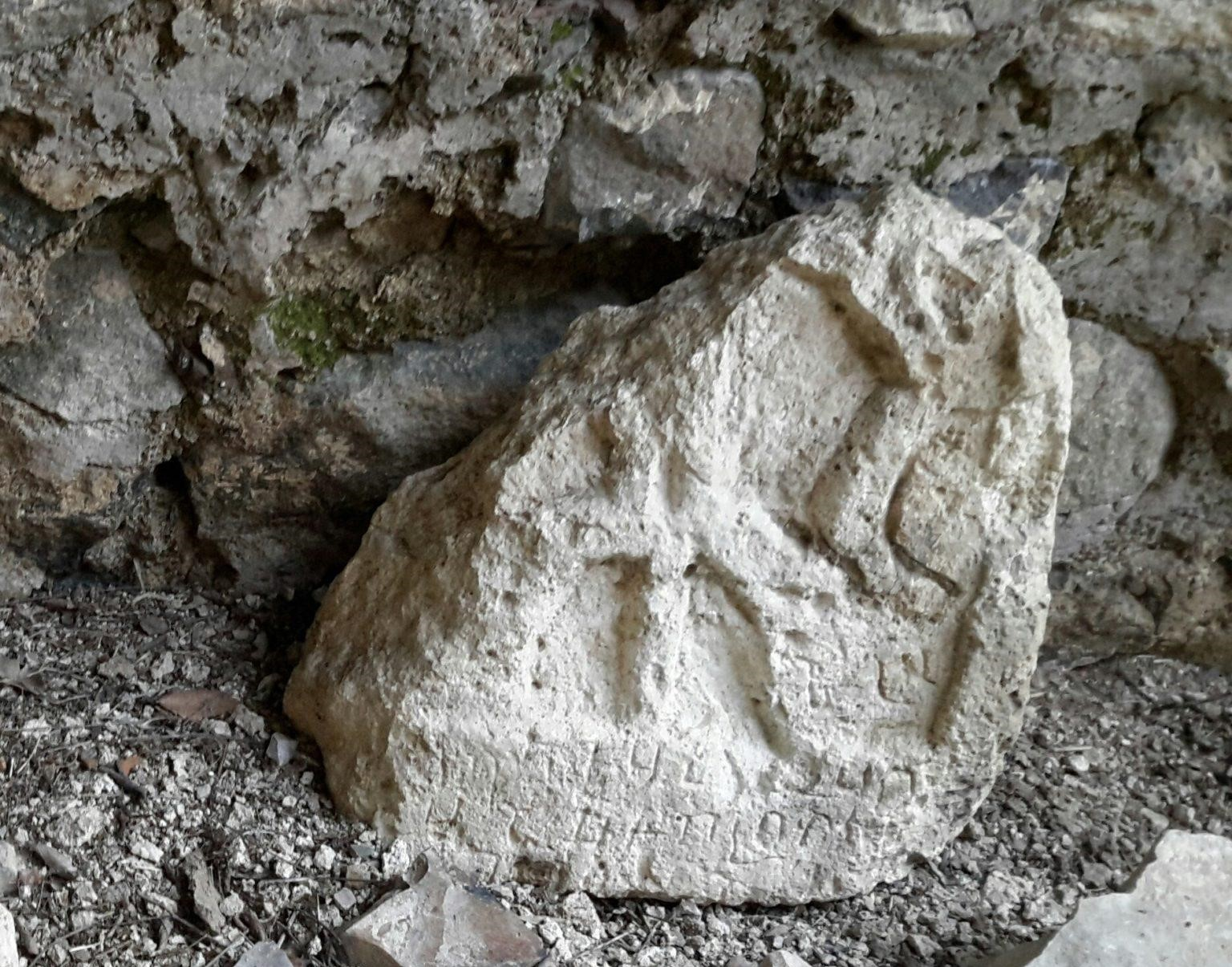
Хачкар с надписью из церкви, село Тагасер, 2010 фото Г. Будагян

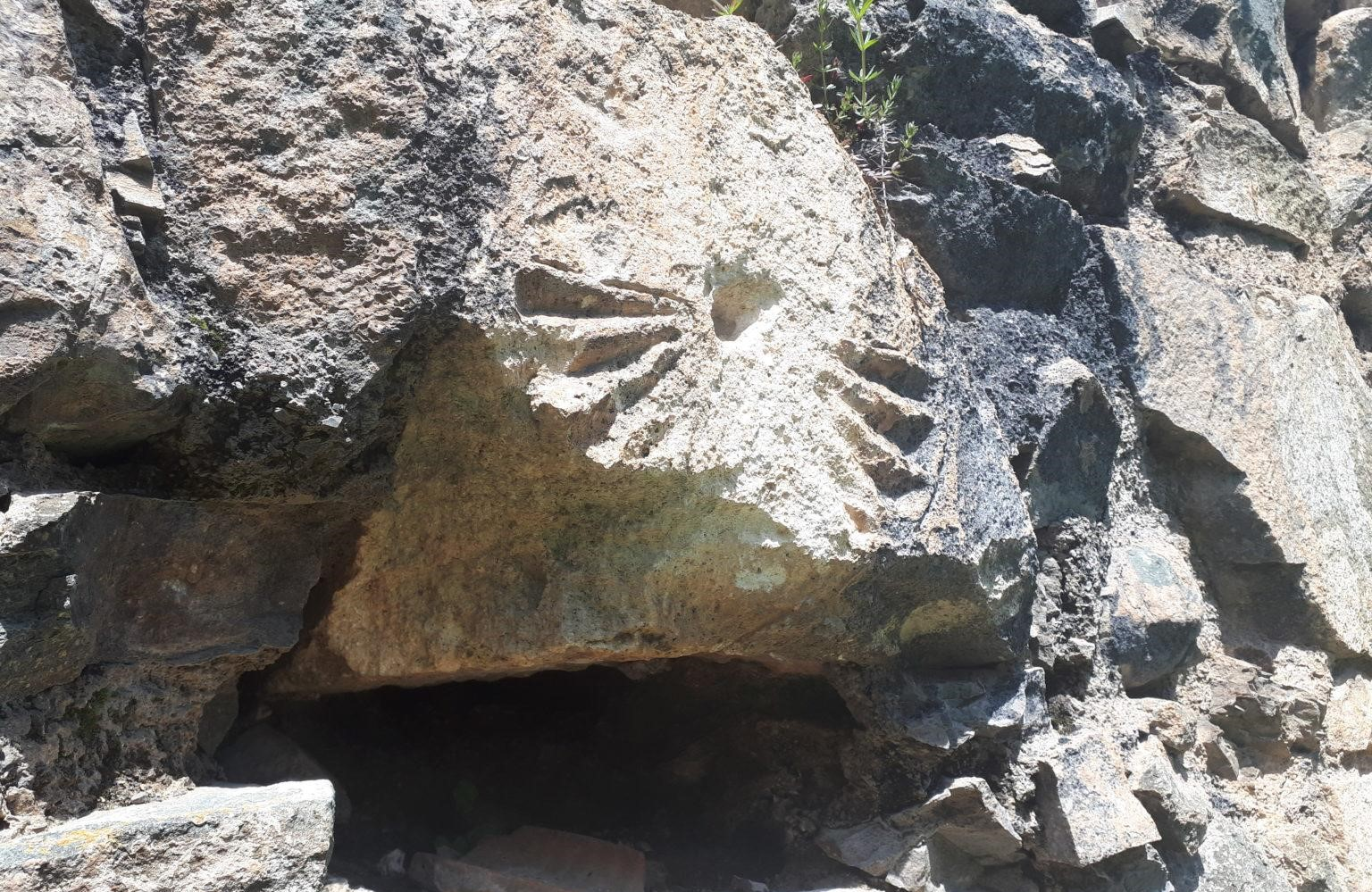
Солнечные часы, село Тагасер, 2019, фото Г. Будагян

Исторических сведений о строительстве монастыря не сохранилось, дата основания считается 1635 год. Название указывает на то, что здесь находилась пустынь-обитель. Местные жители и монастырь, и холм называют Напат. Монастырь состоит из церкви и находящихся к западу и югу от неё построек, от которых сохранились лишь следы стен. Местами сохранились также основания мощных стен, окружавших монастырь. На южной стене сохранились солнечные часы. В кладке стен использованы хачкары. Внутри церкви сохранилось несколько хачкаров, один из которых носит надпись.
Церковь была в полуразрушенном состоянии. В период вооружённых действий церковь на пострадала.

## Население

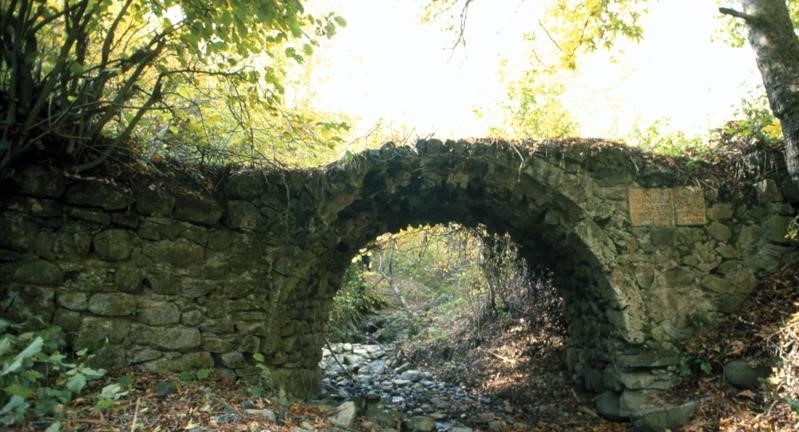
Мост Ин Тагасер с востока, 2000 год

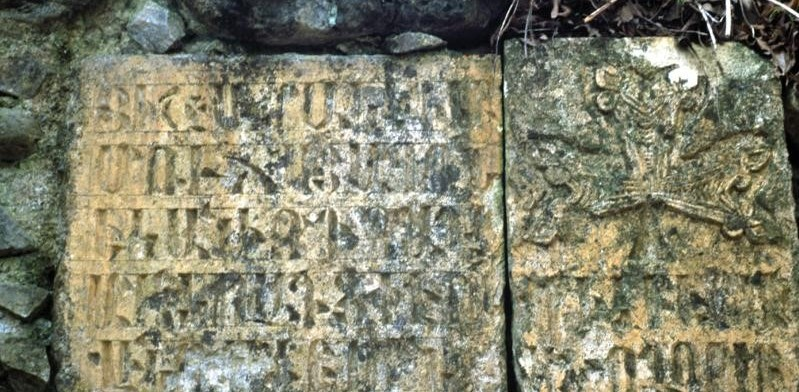
Камни с моста с надписями, 2000 год. Высечена пятистрочная строительная надпись: — «Мост этот в память о Екане сыне господина Пахтасара. Супруга Перун в год 1763. Кто прочитает, пусть скажет: «Господи помилуй»».

По состоянию на 1 января 1933 года в селе проживало 910 человек (282 хозяйства), практически все (99,5%) — армяне. В 2005 году в селе проживал 491 человек, а в 2015 году — 434 человека, 121 двор.
| Год       | 1933 | 2005 | 2008 | 2009 | 2010 | 2015 |
| --------- | ---- | ---- | ---- | ---- | ---- | ---- |
| Население | 910  | 491  | 503  | 502  | 501  | 434  |

## Известные люди
Жан Ди Шуши (Ованес Петросян, известен также под именами Пьер, Петро, 1781 год, Тагасер, меликство Дизак, Карабахкое ханство — 1841) — уроженец села Тагасер, в 1787 году пленён персами и в качестве мамлюка продан в Египет. В 1798 поступил на службу к Наполеону Бонапарту, принимал участие в походах Французской армии 1798-1813. Позже вернулся на родину. Принимал участие в русско-персидской войне 1826-1828, будучи командиром конного отряда, награждён орденом. Потомки его проживают в США.
Из этого села происходили родители советского и армянского шахматиста Каспарян Генриха.